# Ilha do Taquari
Ilha do Taquari är en ö i Brasilien.   Den ligger i delstaten Rio Grande do Sul, i den södra delen av landet, 2 000 km söder om huvudstaden Brasília. Arean är 1,9 kvadratkilometer. Ilha do Taquari ligger i sjön Lagoa Mirim.
Terrängen på Ilha do Taquari är mycket platt. Öns högsta punkt är 6 meter över havet. Den sträcker sig 2,6 kilometer i nord-sydlig riktning, och 1,6 kilometer i öst-västlig riktning.
Trakten runt Ilha do Taquari är nära nog obefolkad, med mindre än två invånare per kvadratkilometer.